# كولومبيا بيكتشرز

شعار كولومبيا بيكشرز

شركة كولومبيا بيكتشرز إندستريز (المعروفة باسم كولومبيا بيكتشرز أو ببساطة كولومبيا) (بالإنجليزية: Columbia Pictures)‏ هي استوديو أفلام أمريكي وشركة إنتاج وتوزيع وهي عضو في مجموعة سوني بيكتشرز للصور المتحركة، وهي قسم تابع لشركة سوني بيكتشرز الفرعية من شركة سوني انترتينمنت التابعة لمجموعة شركات سوني اليابانية متعددة الجنسيات.
تأسست شركة بيع الأفلام سي بي سي والتي أصبحت في النهاية كولومبيا بيكتشرز في 19 يونيو 1918 من قبل هاري كون وشقيقه جاك كون وجو براندت. تبنت اسم كولومبيا بيكتشرز في عام 1924، وأُعلن عنها بعد عامين، وبدأت في النهاية في استخدام صورة كولومبيا، التجسيد الأنثوي للولايات المتحدة، كشعار لها.
في سنواتها الأولى، كان لشركة كولومبيا دور صغير في هوليوود، لكنها بدأت في النمو في أواخر عشرينيات القرن العشرين، وبفضل العلاقة الناجحة مع المخرج فرانك كابرا. مع كابرا وآخرين، أصبحت كولومبيا واحدة من الشركات الرئيسية الحاضنة للكوميديا التهريجية. في ثلاثينيات القرن العشرين، كان النجوم الرئيسيون في كولومبيا جين آرثر وكاري غرانت. في أربعينيات القرن العشرين، أصبحت ريتا هيوارث نجمة الاستوديو الأولى وزادت لهم ثروتهم في أواخر الخمسينات. أصبح كل من روزاليند راسل وجلين فورد وويليام هولدن أيضًا نجومًا بارزين في الاستوديو.
استديو كولومبيا بيكتشرز واحد من استوديوهات الأفلام الرائدة في العالم وهو أحد استوديوهات إنتاج الأفلام الأمريكية الكبرى «الشركات الخمس الكبرى». كان استديو كولومبيا واحد مما يسمى بـ«الثلاثة الصغار» من بين ثمانية استوديوهات أفلام رئيسية في العصر الذهبي في هوليوود. اليوم، أصبح رابع أكبر استوديو للأفلام في العالم.
كانت الشركة مسؤولة في المقام الأول عن توزيع سلسلة أفلام ديزني سيلي سيمفوني بالإضافة إلى سلسلة الرسوم المتحركة ميكي ماوس من عام 1929 حتى 1932.

## نبذة تاريخية

### السنوات المبكرة كشركة سي بي سي
تأسس الاستوديو في 19 يونيو 1918 تحت اسم كون-براندت-كون لمبيعات الأفلام (سي بي سي) من قبل الأخوين جاك وهاري كون وصديق جاك المفضل جو براندت، وأصدر الاستوديو أول فيلم طويل في أغسطس 1922. كان براندت رئيسًا لاستديو سي بي سي لمبيعات الأفلام، إذ تعامل مع المبيعات والتسويق والتوزيع من نيويورك إلى جانب جاك كون، بينما أدار هاري كون الإنتاج في هوليوود. كانت الإنتاجات الأولى للاستوديو عن موضوعات قصيرة ومنخفضة الميزانية: «سكرين سناب شوتس»، و«هول روم بويز» (المسرحية الهزلية للثنائي إدوارد فلاناغان ونيلي إدواردز)، والمقلد لتشابلن بيلي ويست. استأجرت شركة سي بي سي الناشئة مساحة في استوديو بوفيرتي رو في شارع غاور الشهير بإيجار منخفض في هوليوود. من بين نخبة هوليوود، أدت سمعة الاستوديو الصغيرة إلى مزاح البعض وقولهم بأن «سي بي سي» تعني «كورند بيف اند كابيج (لحم البقر والملفوف)». سئم براندت في نهاية المطاف من التعامل مع الإخوة كون، وفي عام 1932 باع حصته الثالثة إلى هاري كون، الذي تولى منصب الرئيس.

### إعادة التنظيم والاسم الجديد
في محاولة لتحسين صورة الشركة، غير الإخوة كون اسمها لشركة كولومبيا بيكتشرز في 10 يناير 1924. ظل كون أيضًا رئيسًا للإنتاج، وبالتالي جمع سلطة هائلة في يديه. أدار شركة كولومبيا لمدة 34 عامًا، وهي واحدة من أطول فترات العمل لأي رئيس استوديو (كان جاك وارنر رئيس الإنتاج أو الرئيس التنفيذي لشركة وارنر برذرز لفترة أطول ولكنه لم يصبح رئيسًا تنفيذيًا حتى عام 1956). رغم أن الصناعة كانت مليئة بالمحاباة، كانت كولومبيا تشتهر بسمعة سيئة خاصةً بوجود عدد من أقارب هاري وجاك في مناصب عليا. أطلق عليه الكوميدي روبرت بينشلي اسم استوديو شجرة الصنوبر، «لأنه يحتوي على الكثير من عائلة كون».
تألف إنتاج كولومبيا في الغالب من أفلام معتدلة الميزانية وموضوعات قصيرة بما في ذلك الكوميديا والأفلام الرياضية والمسلسلات المختلفة والرسوم المتحركة. انتقلت كولومبيا تدريجيًا إلى الإنتاج بميزانية أعلى، وانضمت في النهاية إلى المستوى الثاني من استوديوهات هوليوود جنبًا إلى جنب مع يونايتد آرتيست ويونيفرسال. مثل يونايتد آرتيست ويونيفرسال كانت كولومبيا شركة متكاملة أفقيًا. تحكمت بالإنتاج والتوزيع، ولم تملك أي دور سينما.
ساعد وصول المخرج الطموح فرانك كابرا كولومبيا على النهوض. بين عامي 1927 و1939، دفع كابرا كون باستمرار للحصول على مواد أفضل وميزانيات أكبر. متنت سلسلة الأفلام التي أخرجها في أوائل ومنتصف الثلاثينيات من مكانة كولومبيا باعتبارها استوديو رئيسي. على وجه الخصوص، الفلم الذي جعل كولومبيا مشهورة هو إت هابند ون نايت (حدث في ليلة ما)، والذي اجتاح حفل توزيع جوائز الأوسكار عام 1934. حتى ذلك الحين، كان وجود كولومبيا يعتمد على مالكي دور السينما الراغبين في عرض أفلامها، إذ لم يكن لديها شبكة دور سينما خاصة بها. تبع ذلك سلسلة آخرى من إخراج كابرا، بما في ذلك النسخة الأصلية من لوست هورايزن (الأفق المفقود) في عام 1937، مع رونالد كولمان، ومستر سميث غوز تو واشنطن (السيد سميث يذهب إلى واشنطن) في عام 1939، الذي جعل جيمس ستيوارت نجمًا كبيرًا.[بحاجة لمصدر]
في عام 1933، استأجرت كولومبيا روبرت كالوش ليكون رئيس الموضة ومصمم أزياء النساء. كان أول مصمم ملابس تعاقد مع الاستوديو، وأسس قسم الملابس في الاستوديو. أقنع توظيف كالوش، بدوره، الممثلات الرائدات بأن كولومبيا بيكتشرز تنوي الاستثمار في حياتهم المهنية.
في عام 1938، أدى تعيين بي. بي. كاهان في منصب نائب الرئيس إلى إنتاج أفلام تشارلز فيدور ذوس هاي غراي وولز (1939)، وذا ليدي إن كوسشن (1940)، وأول فيلم مشترك لريتا هيوارث وجلين فورد. أصبح كاهان في وقت لاحق رئيسًا لأكاديمية فنون وعلوم الصور المتحركة في عام 1959، حتى وفاته بعد عام.
لم تستطع كولومبيا تحمل الاحتفاظ بقائمة ضخمة من النجوم المتعاقدين معها، لذلك كان كون يقترضهم عادةً من الاستوديوهات الأخرى. في استديو مترو غولدوين ماير، الاستوديو المرموق في هذه الصناعة، لُقبت كولومبيا «بسيبيريا»، إذ كان يستخدم لويس بي. ماير إعارة نجومه لكولومبيا كوسيلة لمعاقبة المتعاقدين معه الأقل طاعةً. في ثلاثينيات القرن العشرين، وقعت كولومبيا مع جين آرثر على عقد طويل الأمد، وبعد ذا هول تاونز توكينغ (1935)، أصبحت آرثر نجمة كوميدية كبيرة. انطلقت مسيرة آن سوثرن عندما وقعت معها كولومبيا على عقد في عام 1936. وقع كاري غرانت عقدًا في عام 1937 وبعد فترة وجيزة عُدل إلى عقد غير حصري مشترك مع آر كي أو.
اعتمدت العديد من دور السينما على أفلام الغرب القديم لجذب جماهير كبيرة في نهاية الأسبوع، وأدركت كولومبيا دائمًا أهمية هذا السوق. كان نجمها الأول من الكاوبويز باك جونز، الذي وقع مع كولومبيا في عام 1930 مقابل راتب صغير مقارنةً براتبه السابق في استوديو كبير. على مدى العقدين التاليين، أصدرت كولومبيا عشرات أفلام المغامرات الخارجية مع جونز وتيم مكوي وكين ماينارد وجاك لودين وبوب ألين (روبرت ’تيكس’ ألين) وراسيل هايدن وتيكس ريتر وكين كورتيس وجين أوتري. كان النجم من الكاوبويز الأكثر شعبية في كولومبيا هو تشارلز ستاريت، الذي وقع مع كولومبيا في عام 1935 ولعب دور البطولة في 131 فلم غربي على مدى 17 عامًا.[بحاجة لمصدر]

## وصلات خارجية
- كولومبيا بيكتشرز على موقع IMDb (الإنجليزية)
- كولومبيا بيكتشرز على موقع IMDb (الإنجليزية)
- كولومبيا بيكتشرز على موقع قاعدة بيانات برودواي على الإنترنت (الإنجليزية)